# Astrebla
Genre
Classification phylogénétique
Astrebla est un genre de la famille des Poaceae (Graminées) poussant en Australie. Les espèces portent le nom de Mitchell grass (« herbe de Mitchell » en français) en l'honneur de l'explorateur qui l'a découvert dans la région de Bourke en 1835.
On la trouve dans la moitié nord de l'Australie, essentiellement au Queensland, dans les zones de pluviométrie annuelle comprises entre 250 et 550 mm avec des pluies d'été.
C'est une plante vivace, de 30 à 90 centimètres de haut vivant 20 à 30 ans et ne donnant des graines que deux à trois fois dans son existence.
Elle peut être consommée par le bétail (mouton) et elle est cultivée dans ce but.

## Espèces
Il en existe quatre espèces : 
- Astrebla elymoides F. Muell. ex F.M.Bailey
- Astrebla lappacea (Lindl.) Domin
- Astrebla pectinata (Lindl.) F. Muell.
- Astrebla squarrosa

## Référence
- Watson, L., and Dallwitz, M.J. 1992 onwards. The grass genera of the world: descriptions, illustrations, identification, and information retrieval; including synonyms, morphology, anatomy, physiology, phytochemistry, cytology, classification, pathogens, world and local distribution, and references. Version: 28th November 2005.